# Milo Dor
Milo Dor (* 7. März 1923 als Milutin Doroslovac in Budapest; † 5. Dezember 2005 in Wien) war ein österreichischer Schriftsteller serbischer Herkunft, zudem Übersetzer, Mittler zwischen verschiedenen Literaturen und Anwalt österreichischer Autoren. Er verfasste zahlreiche sozialkritische Romane, ohne das Unterhaltsame zu verschmähen. Am bekanntesten wurde er mit seiner Trilogie Raikow-Saga, die 1979 auch in einem Band erschien.

## Leben
Der Sohn eines Chirurgen und einer Mutter, die einen Kosmetiksalon führte, wuchs im Banat und später in Belgrad auf. Er besuchte das Gymnasium. Bereits als Schüler war er Mitglied der Kommunistischen Jugend und versuchte sich als Lyriker in serbokroatischer Sprache. 1940 wurde er der Schule verwiesen, weil er einen Schulstreik organisiert hatte. 1941 legte er als Externer sein Abitur ab. Er war in der jugoslawischen Widerstandsbewegung gegen die deutsche Besatzung aktiv. Im März 1942 durch die Belgrader Spezialpolizei verhaftet, die der deutschen Gestapo unterstand, erlitt er Gefängnis- und Lageraufenthalte, dabei auch Folter. 1943 schoben ihn die Deutschen als Fremdarbeiter nach Wien ab. 1944 folgte eine erneute Verhaftung mit anschließender Schutzhaft.
Nach dem Ende des Zweiten Weltkriegs blieb Dor in Österreich. Er studierte bis 1949 Theaterwissenschaft und Romanistik an der Universität Wien und war gleichzeitig als deutsch schreibender Journalist tätig. Er war mit Hans Weigel sowie Reinhard Federmann befreundet, mit dem er zahlreiche Bücher gemeinsam schrieb. Franz Theodor Csokor und Erich Kästner förderten ihn. Ab 1951 war er Mitglied der Gruppe 47. Außerdem gehörte er dem Österreichischen PEN-Club an und war langjähriger Präsident der IG Autorinnen Autoren (1975–2005).
Sein erster, dokumentarisch angelegter Roman Tote auf Urlaub von 1952 fand starke Beachtung. Allerdings sei ihm auch mit seinem dritten, autobiographisch geprägten Roman Die weiße Stadt von 1969 („Held“ ist ein ins schäbige Kleinbürgertum abgesunkener ehemaliger Revolutionär) nicht „der große Zeitroman“ gelungen, heißt es im Lexikon deutschsprachiger Schriftsteller. Möglicherweise ging Dors Vielschreiben zu Lasten der Qualität. Da er sich vom Schreiben ernähren wollte, war er enorm produktiv, dabei auch als Hör- und Fernsehspielautor sowie Herausgeber und Übersetzer unermüdlich. Sein Roman Der letzte Sonntag. Bericht über das Attentat von Sarajewo von 1982 ist die Grundlage des Theaterstücks Die Schüsse von Sarajevo von seinem Sohn Milan Dor und Stephan Lack. Das Stück wurde am 3. April 2014 am Theater in der Josefstadt uraufgeführt.
Flaschenpost gegen Nationalismus
Vorurteile hielt der vielsprachige Dor für das „Krebsgeschwür der Seele“. „Ich weiß nicht, ob Bücher zum Abbau der nationalen Schranken und somit zur Verständigung zwischen verschiedenen Völkern dienen können, mir stehen aber keine anderen Waffen zur Verfügung als Worte, die vielleicht eines Tages als Flaschenpost irgendwelche junge Leserinnen und Leser erreichen und sie zum Nachdenken ermuntern werden.“

## Persönliches

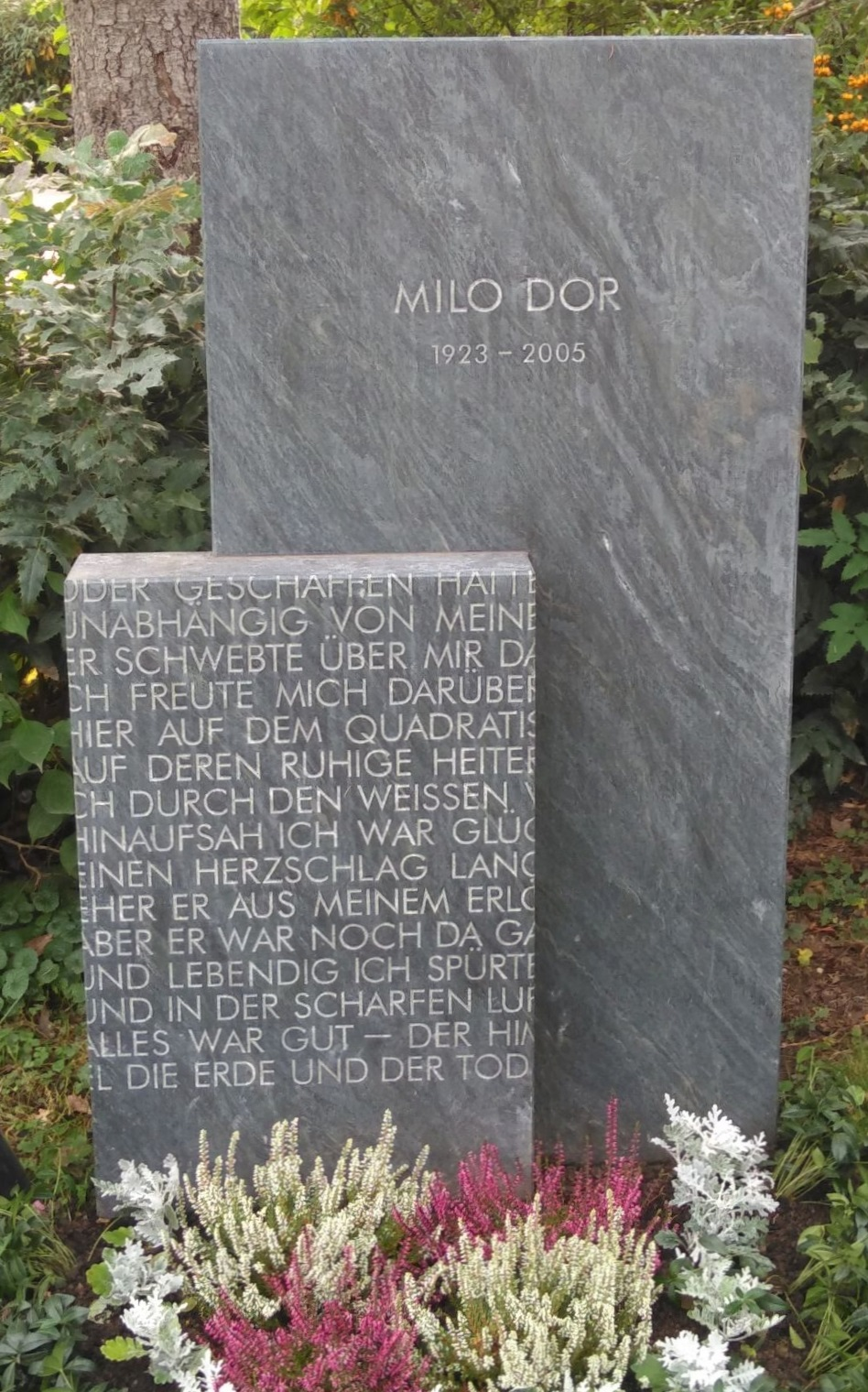
Wiener Zentralfriedhof, Ehrengrab von Milo Dor

Dor lebte mit seiner zweiten Ehefrau (Heirat 1955) bis zu deren Tod im Jahr 2002, dann allein, hauptsächlich bei Wien, aber auch in Rovinj auf der kroatischen Halbinsel Istrien. Sein Sohn ist der bekannte österreichische Filmemacher Milan Dor. Dor war ab 1961 Mitglied der Freimaurerloge Libertas, 1965 Gründungsmitglied der Loge Libertas Gemina, 1970 Gründungsmitglied der Loge Zu den 3 Lichtern, 2004 Gründungsmitglied der Loge Eos und Mitglied im Royal Arch.
Milo Dor starb nach einem Herzinfarkt 2005 in einem Wiener Krankenhaus und wurde in einem Ehrengrab auf dem Wiener Zentralfriedhof (Gruppe 33 G, Nummer 36) beigesetzt. Sein Kollege Michael Scharang nahm in seiner Grabrede auf Dors Ader für Komik Rücksicht: „Es schnürt einem das Herz zusammen. Ein gemeinerer Gegensatz ist weder denkbar noch empfindbar als der zwischen der strahlenden Erscheinung Milo Dors und dem Umstand, daß dieser herrliche Mensch, der jeden Raum, den er betrat, allein durch seine Anwesenheit größer werden ließ, nun angewiesen ist auf die Enge eines Sarges.“
Im Jahr 2014 wurde in Wien-Floridsdorf (21. Bezirk) der Milo-Dor-Weg nach ihm benannt.

## Auszeichnungen
- 1962 Österreichischer Staatspreis für Literatur
- 1972 Anton-Wildgans-Preis
- 1977 Literaturpreis der Stadt Wien
- 1980 Österreichischer Würdigungspreis für Literatur
- 1983 Österreichisches Ehrenkreuz für Wissenschaft und Kunst[6]
- 1988 Ehrenmedaille der Bundeshauptstadt Wien in Gold
- 1989 Österreichischer Staatspreis für Verdienste um die Österreichische Kultur im Ausland
- 1990 Ehrenpreis des österreichischen Buchhandels für Toleranz in Denken und Handeln
- 1998 Andreas-Gryphius-Preis
- 2001 Bruno-Kreisky-Preis für das politische Buch
- 2003 Großes Silbernes Ehrenzeichen für Verdienste um die Republik Österreich[7]
- 2004 Goldenes Ehrenzeichen für Verdienste um das Land Wien[8]
- 2006 (posthum) Theodor-Kramer-Preis

## Werke
- Unterwegs. Erzählungen. Müller, Wien 1947.
- Tote auf Urlaub. Roman. Deutsche Verlagsanstalt, Stuttgart 1952.[A 3]
- Und einer folgt dem andern. Kriminalroman. Nest-Verlag, Nürnberg 1953 (zusammen mit Reinhard Federmann).
- Internationale Zone. Roman. Forum, Wien 1953 (mit Reinhard Federmann).[A 4]
- der unterirdische strom: träume in der mitte des jahrhunderts. ein versuch. Reihe Studio Frankfurt, Nummer 9. Herausgegeben von Alfred Andersch. Studio frankfurt in der Frankfurter Verlagsanstalt, Frankfurt/Main 1953 (mit Reinhard Federmann).
- Romeo und Julia in Wien. Kindler und Schiermeyer, München 1954 (mit Reinhard Federmann).
- Führer durch Jugoslawien. Reiseführer. Kiepenheuer u. Witsch, Köln 1955 (unter dem Namen Alex Lutin).
- Othello von Salerno. Roman. Kindler, München 1956 (mit Reinhard Federmann).
- Nichts als Erinnerung. Roman. Goverts, Stuttgart 1959,[A 5][A 6] verfilmt 1973.
- Die Frau auf dem Medaillon. Roman. Buchgemeinschaft Donauland, Wien 1959 (unter dem Namen Alexander Dormann).
- Das Gesicht unseres Jahrhunderts. 60 Jahre Zeitgeschehen in mehr als 600 Bildern. Bildband. Econ, Düsseldorf 1960 (mit Reinhard Federmann).
- Salto mortale. Erzählungen. Arche, Zürich 1960.
- Die Abenteuer des Herrn Rafaeljan. Roman. Signum, Gütersloh 1963 (mit Reinhard Federmann).
- Der politische Witz. Desch, München 1964 (mit Reinhard Federmann).
- Der Sohn des Wesirs. Märchen aus Jugoslawien. Jugend u. Volk, Wien 1965.
- Ballade vom menschlichen Körper. Stiasny, Graz 1966.
- Der galante Witz. Desch, München 1966 (mit Reinhard Federmann).
- Der groteske Witz. Desch, München 1968 (mit Reinhard Federmann).
- Die weiße Stadt. Roman. Hoffmann & Campe, Hamburg 1969.
- Menuett. Farce in 3 Akten (vierzehn Bildern). Thomas-Sessler u. a., Wien 1971.
- Das Pferd auf dem Balkon. Jugendbuch. Jugend u. Volk, Wien 1971 (verfilmt 2012)
- Alle meine Brüder. Roman. Bertelsmann, München 1978.
- Die Raikow-Saga. Roman-Trilogie: Nichts als Erinnerung, Tote auf Urlaub, Die weiße Stadt. Langen Müller, München 1979.
- Istrien. Edition Hilger, Wien 1981 (mit Leo Zogmayer).
- Meine Reisen nach Wien und andere Verirrungen. Erzählungen. Langen Müller, München 1981.
- Der letzte Sonntag. Bericht über das Attentat von Sarajewo. Amalthea, Wien 1982.
- Die Leiche im Keller. Dokumente des Widerstands gegen Dr. Kurt Waldheim. Picus, Wien 1988.
- Auf dem falschen Dampfer. Fragmente einer Autobiographie. Zsolnay, Wien 1988.
- Auf der Suche nach der größeren Heimat. Reisebeschreibungen. Niederösterreichisches Pressehaus, St. Pölten 1988.
- Ein schwerer Tag. Schauspiel, Sessler, Wien 1989.
- Der Mann, der fliegen konnte. Erzählung. Picus, Wien 1990.[A 7]
- Fragen eines altmodischen Humanisten. Rede anläßlich der Verleihung des Ehrenpreises des österreichischen Buchhandels für Toleranz in Denken und Handeln. Hauptverband d. Österreichischen Buchhandel, Wien 1990 (mit einer Laudatio von Alexander Giese).
- Leb wohl, Jugoslawien. Protokolle eines Zerfalls. Müller, Salzburg 1993.[A 8]
- Mitteleuropa. Mythos oder Wirklichkeit. Müller, Salzburg 1996.
- Und wenn sie nicht gestorben sind ... Politthriller. Picus, Wien 1996 (mit Reinhard Federmann).
- Wien, Juli 1999. Eine Geschichte. Zsolnay, Wien 1997.
- Grenzüberschreitungen. Positionen eines kämpferischen Humanisten. Picus, Wien 2003.

Einige Bücher wurden ins Englische, Französische, Serbische, Niederländische, Dänische oder Schwedische übersetzt.

### Herausgeberschaft
- Es ist nicht leicht, ein Mann zu sein, München 1955
- Die Verbannten, Anthologie, Graz 1962
- Gemordete Literatur, Dichter der russischen Revolution, Salzburg 1963 (zusammen mit Reinhard Federmann)
- Genosse Sokrates, Wien 1963
- Televisionen: neue Fernsehspiele, Wien 1963
- Der Flug des Ikaros, Hörspiele, Herrenalb/Schwarzwald 1964
- Tausend Jahre Liebe, Klassiker der erotischen Literatur, Wien 1964
- Ein Orden für Argil, Anthologie jugoslawischer Prosa, Herrenalb/Schwarzwald 1965
- In memoriam Reinhard Federmann, Wien 1977
- Schreib wie du schweigst, Serbische Aphorismen, Wien 1984
- Die Leiche im Keller, Wien 1988
- Mit dem Kopf durch die Wand, Serbische Aphorismen, Graz 1988
- Das schwarze Licht, Serbische Erzähler der Gegenwart, Wien 1990
- Schriftsteller und Potentaten, Schriften aus fünf Jahrhunderten, Wien 1991
- Irren ist menschlich. Und patriotisch, Salzburg 1994
- Angekommen: Texte nach Wien zugereister Autorinnen und Autoren, Wien 2005

### Übersetzungen
- mit Elisabeth Moltkau: Stephen Crane: Die Flagge des Mutes. Frankfurt am Main 1955.
- Ivo Andrić: Der verdammte Hof. Berlin 1957.
- mit Reinhard Federmann: Mond überm Zigeunerwagen. Serbische Lieder. München 1959.
- mit Reinhard Federmann: Georges Simenon: Maigret und der Schatten am Fenster. Köln 1959.
- mit Reinhard Federmann: Isaak Babel: Zwei Welten. München 1960.
- Isaak Babel: Die Geschichten des Isaak Babel. München 1961.
- Ivo Andrić: Die Geliebte des Veli Pascha. Novellen. Zürich 1962.
- mit Alois Schmaus, Reinhard Federmann: Ivo Andrić: Die Brücke über die Zepa. Hamburg 1963.
- Miroslav Krleža: Die Glembays. Drama. Graz 1963.
- Miroslav Krleža: In Agonie. Drama. Graz 1964.
- Miroslav Krleža: Leda. Drama. Graz 1964.
- mit Isolde Kolbenhoff: Georges Simenon: Maigret und die Zwillinge. Stuttgart 1964.
- Miroslav Krleža: Galizien. Drama. Wien 1971.
- Miroslav Krleža: Die Wolfsschlucht. Wien 1977.
- mit Reinhard Federmann: Isaak Babel: Petersburg 1918. Pfullingen 1977.
- Ivo Brean: Hamlet in Unterschlammdorf. Wien 1978.
- Vasko Popa: Wolfserde. München 1979.
- Branislav Nušić: Die Macht. Wien 1983.
- Milovan Vitezović: Mensch ärgere dich. Aphorismen. Wien 1985.
- Dušan Kovačević: Der Profi. Berlin 1991.
- Vasko Popa: Die kleine Schachtel. Klagenfurt 1993.
- mit Karl Dedecius: Vasko Popa: Nebenhimmel. München.
- mit Reinhard Federmann: Ivo Andrić: Buffet Titanic. Klagenfurt 1995.
- Bogdan Bogdanović: Der verdammte Baumeister. Wien 1997.
- Ildi Ivanji: Wetten am Tor. Wien 2000.
- Jovan Sekelj: Memoiren eines Antihelden. Wien 2003.
- Stanislav Vinaver: Wien. Wien 2003.